# NGC 1947
NGC 1947是位于南天剑鱼座的一个透镜状星系，它在哈伯序列中屬於E-S0。據估计其距银河系約4000万光年。该天体于1826年11月5日由天文学家詹姆士·丹露帕发现。